# Bundesjugendchor
Der Bundesjugendchor ist ein 2020 vom Deutschen Musikrat gegründeter gemischter Chor, der der Förderung des Spitzennachwuchses dient.

## Gründung und Werdegang
Der 2020 vom Deutschen Musikrat gegründete gemischte Chor berief 2020 Anne Kohler zur ersten Chorleiterin. Am 28. August 2021 fand im Verlauf des Musikfestes Berlin in der Philharmonie Berlin das Gründungskonzert des Bundesjugendchors statt, geleitet von Anne Kohler, Hochschullehrerin für Chor- und Orchesterleitung an der  Hochschule für Musik Detmold. Ursprünglich geplant war die Premiere für 2020, musste aufgrund der Corona-Pandemie verschoben werden. Neben dem Bundesjugendorchester und dem Bundesjazzorchester bildet der Bundesjugendchor das nunmehr dritte Ensemble zur Förderung des Spitzennachwuchses. Sie dienen alle der Vorbereitung auf eine Laufbahn als professionelle Musiker und arbeiten projektbezogen mehrmals im Jahr in Arbeitsperioden, erarbeiten Programme und präsentieren sie in Konzerten. Die Sänger haben ihren Lebensmittelpunkt in Deutschland, leben als deutsche Staatsbürger im Ausland, rekrutieren sich aus allen Bundesländern und sind im Alter von 18 bis 26 Jahren. 2022 bildet das Thema Mensch und Wald den Schwerpunkt der künstlerisch-programmatischen Arbeit.

## Finanzierung und Beirat
Die Grundfinanzierung wird durch Mittel des Bundesministeriums für Familie, Senioren, Frauen und Jugend sichergestellt. 
Der Beirat des Bundesjugendchores wird durch das Präsidium des Deutschen Musikrates für die Dauer von vier Jahren berufen und 
setzt sich für die Berufungsperiode 2022 bis 2026 zusammen aus:
- Jürgen Budday (Vorsitz)
- Christian Finke
- Dagmar Gatz
- Konstantin Glomb
- Sonja Greiner
- Judith Hilger
- Tristan Meister
- Judith Mohr
- Nina Ruckhaber
- Bernhard Schmidt
- Maximilian Stössel
- Friederike Woebcken.

## Einspielungen
- 2024: Debüt-CD waldeslust. Musikalischer Streifzug durchs Unterholz. Kompositionen für Chor a cappella; Compact Disc Carus[5][6]